# Herse

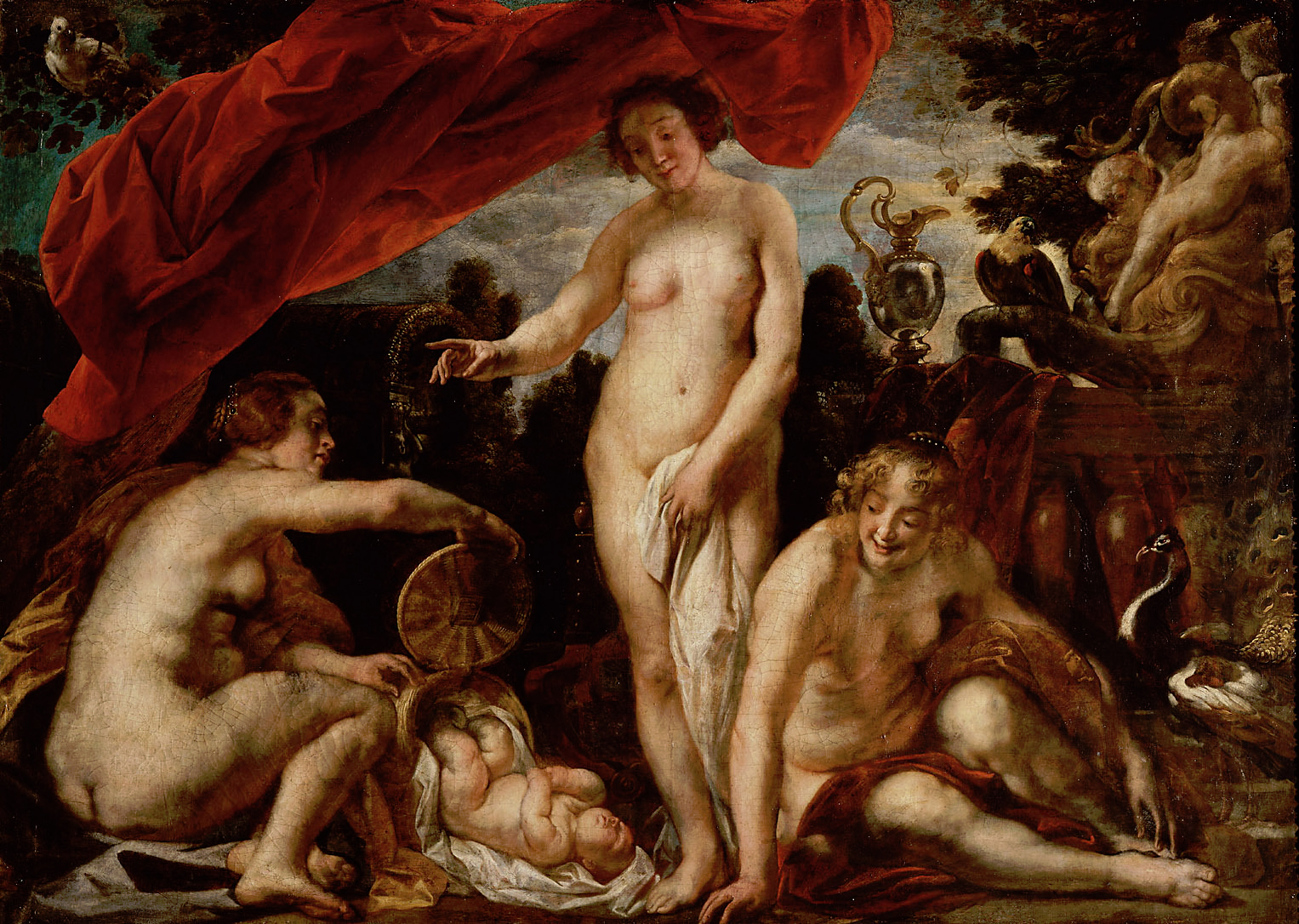
Óleo en lienzo de 1640, obra de Jacob Jordaens: Las hijas de Cécrope encuentran a Erictonio.

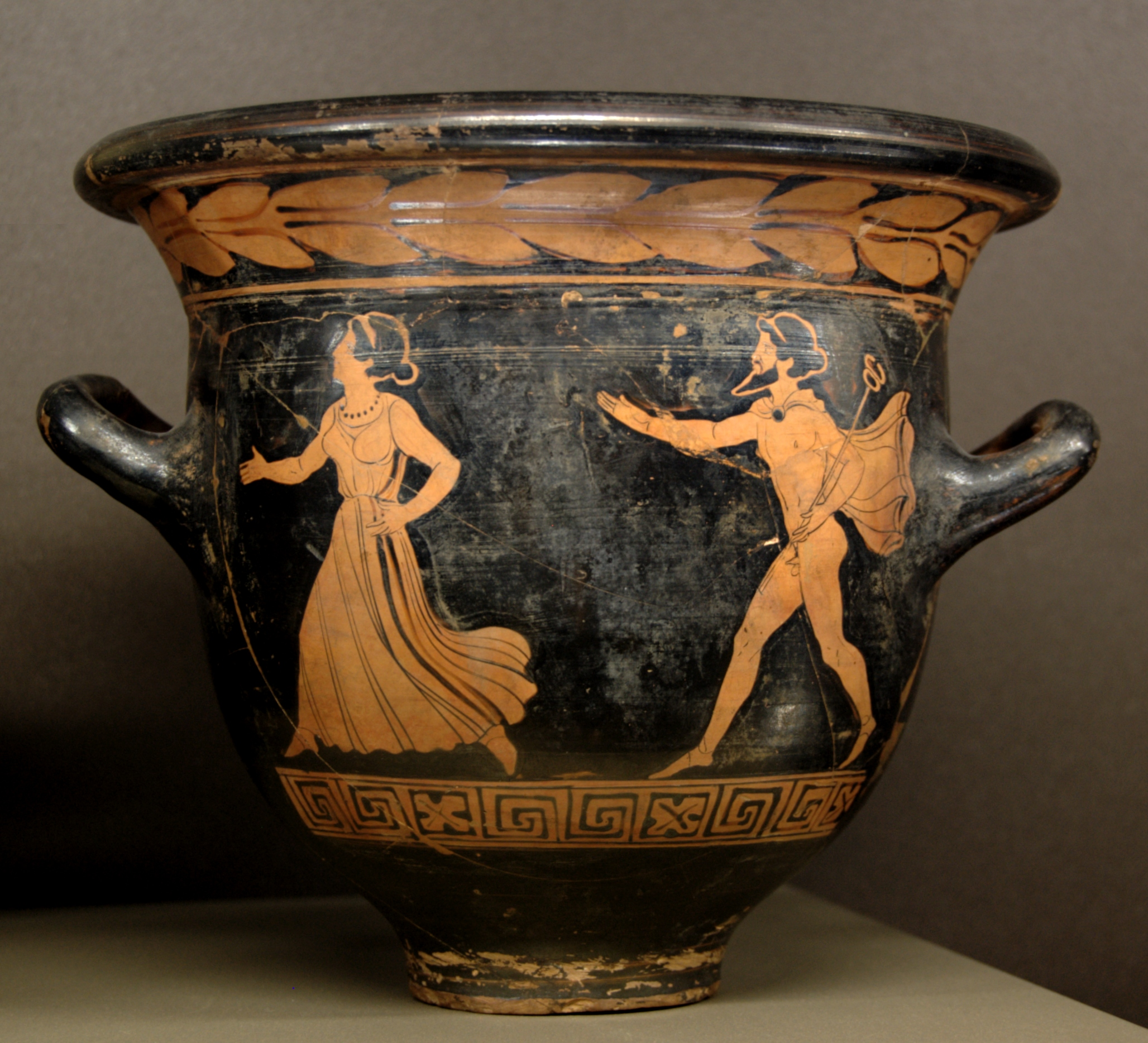
Crátera de campana de figuras rojas de 390-380 a. C., procedente de Lucania y conservada en el Museo del Louvre: Hermes persigue a una mujer que tal vez sea Herse.

En la mitología griega Herse (en griego antiguo: Ἕρση Hérsē) era una princesa ateniense, hija del primer rey que tuvo la ciudad, Cécrope y de Aglauro, hija de Acteo, el anterior gobernante de la región. Cécrope fue el primero que reconoció la paternidad, al establecer la institución del matrimonio y de la familia.
Durante el reinado de Cécrope, Hefesto intentó violar a la diosa Atenea, pero ésta le rechazó. El semen del dios cayó en la tierra, fertilizándola, y de esta manera nació Erictonio, el futuro rey de Atenas. No queriéndolo para sí, Gea entregó el bebé a Atenea, que al no querer ver manchada su reputación de diosa virginal, lo metió en una canasta cerrada y lo entregó a Herse y a sus hermanas Aglauro y Pándroso con la expresa prohibición de que lo abrieran. Pero Herse y Aglauro no pudieron contener su curiosidad y destaparon la cesta. Al ver al pequeño Erictonio, que tenía la mitad del cuerpo con forma de serpientes, las dos hermanas se volvieron locas y se suicidaron arrojándose desde la Acrópolis de Atenas o, según Higino, desde un acantilado. También es posible que en su muerte interviniera la serpiente que estaba enroscada en el cuerpo de Erictonio. También se cuenta que Atenea se enteró de que las hermanas habían abierto la canasta cuando transportaba una enorme roca con la que pensaba reforzar la Acrópolis. Airada por la desobediencia, la arrojó sobre las desdichadas princesas, que quedaron sepultadas bajo lo que desde entonces es el monte Licabeto.
Ovidio, sin embargo, cuenta que las hermanas sobreviven a ese incidente, pero no sin escapar de la ira de los dioses: estando Hermes en la ciudad durante las celebraciones de las Panateneas, se enamoró de Herse y pidió a Aglauro que hiciese de mediadora. Atenea envió entonces a Envidia, para que se apoderara de Aglauro. Ésta, previendo un matrimonio feliz de su hermana con su anterior amante, no sólo no colaboró con Hermes, sino que se interpuso en su voluntad, impidiéndole que entrara en su casa para ver a Herse. Enfurecido, el dios mensajero la transformó en una roca negra. Ya sin trabas a su amor, Hermes sedujo a Herse, naciendo de esta relación Céfalo, el amante de la Aurora, y, según algunos autores, Cérix, que fue el primer heraldo de los misterios eleusinos.
Herse tenía dedicado un templo y recibía sacrificios en Atenas, y daba también su nombre a las doncellas que portaban las vasijas con las libaciones.